# Niels Christian Øst
Niels Christian Øst (10. februar 1779 i København – 22. april 1842 i København) var en dansk forfatter.
Niels Christian Øst var søn af grosserer Christian Øster og Maria Hedevig, født Jürgensen. Han tog i 1795 dansk-juridisk eksamen, men benyttede aldrig denne til offentligt embede. Kun i Englandskrigenes tid (1808) var han kystmilitsbestyrer og opnåede derved (1813) titlen som overkrigskommissær.
Østs store interesse var siden hans tidlige ungdom litteraturen, og han begyndte allerede som attenårig at udgive tidsskrifter. I sine Intelligensblade (1797-98) og Litteratur-, Kunst- og Theaterblade (1798-99) eller Littératur-, Kunst- og Theaterarkiv (1799) optrådte han som kunstkritiker og teateranmelder. Dette fik dog en midlertidig afbrydelse, da han blev sagsøgt for udtalelser om politiet, teaterdirektionen og officererne. Han blev desuden 29. april 1800 idømt en bøde på 200 rigsdaler, for, imod §16 af Trykkefrihedsforordningen af 1799, at have forfattet og solgt et skrift, en beskrivelse af teaterstykket Afguden paa Ceylon, uden at der på dette var opgivet udgiver- eller forlæggernavn.
I et nyt blad brugte han et fornærmende udtryk om en afdød konge, og da politimesteren fandt det strafbart, arresteredes han; men dagen efter blev der udsendt en kongelig resolution om, at de ord, han havde brugt, bare skulle mødes med foragt, og at der ikke var nogen anledning til at anklage forfatteren i denne sag. Øst udgav efterfølgende en reklamerende pjece Det første danske Skrift i det 19. Aarh. (1801) og tog fat på udgivelsen af nye journaler.
En stor del af Niels Christian Østs tidsskrifter har højst haft interesse i samtiden. For at sikre sig økonomisk drev han i en periode en antikvarisk boghandel, lige som han afholdt lejlighedsvise bogauktioner. Samtidig hermed arbejdede han på et større værk, og Arkiv for Psykologi, Historie, Litteratur og Kunst (1824-30) udkom i tretten bind. Ugebladet Materialier til et dansk biografisk-litterarisk Lexikon udkom fra begyndelsen af 1835 til udgangen af 1838 i samlet 150 numre og blev fulgt af Supplementblade (1839-40, 39 numre). Værket har stadig interesse for dansk personal- og litteraturhistorie, idet det indeholder adskillige kildegengivelser af breve, dokumenter og manuskripter fra sin private samling som ikke siden er blevet trykt. Han påtænkte at revidere og fortsætte Rasmus Nyerups litteraturleksikon (1826-27), men det blev aldrig for alvor til noget. Foruden dokumenter, breve og manuskripter, ejede Øst også en betydelig bogsamling.
Østs største fortjeneste kom med stiftelsen af Samfundet til den danske Litteraturs Fremme 28. januar 1827. Da Øst vidste, at hans ry ikke var særlig godt i det litterære samfund, trådte han selv i baggrunden. Ligeledes har Øst en vis andel i den påtænkte oprettelse af "Caroline-Klosteret" i anledning af vielsen af arveprinsesse Caroline og arveprins Ferdinand 1. august 1829 (også her står han i baggrunden, idet han kun er opført som komiteens "sekretær"). Da planen om klosteret ikke opnåede tilstrækkelig tilslutning, blev den forandret til et mindelegat om dagen. Endelig kan det nævnes, at Øst under den græske uafhængighedskrig var meget aktiv som medlem af den danske komité til støtte for grækerne.
Historikerne Julius Clausen og Peter Frederik Rist hævder at han i samtiden var "...berygtet som Homosexualist". I en avisfejde i 1821 om nogle penge som Øst havde til gode hos forhenværende toldkasserer Frederik von Scholten, fremkom von Scholten med nogle ret åbenlyse hentydninger i aviserne Statsvennen og Telegraphen, om at Øst skulle være homoseksuel, med forkærlighed for yngre mænd.